# Lyen Parker
Lyen Parker (Budapest, 3 de julio de 1992) es una actriz pornográfica y modelo erótica húngara.

## Biografía
Lyen Parker, nombre artístico, nació en Budapest en julio de 1992. No se tiene mucha información sobre su biografía anterior a 2012, cuando a sus 20 años debuta como actriz pornográfica.
Como actriz ha trabajado para productoras del sector tanto europeas como estadounidenses, destacando entre otras Pure XXX Films, Evil Angel, Twistys, Manwin Content, Perfect Gonzo, Pervision, SexArt, MetArt, 21Sextury, Marc Dorcel, Private o Kink.com.
En 2014 logró sus dos primeras nominaciones en los Premios AVN, en las categorías de Artista femenina extranjera del año así como a la Mejor escena de sexo en producción extranjera por la cinta XXX Fucktory, junto a Abbie Cat y Rocco Siffredi.
Ha grabado más de 160 películas.
Alguno de sus trabajos son 7 Anal Nympho Nurses, Anal Carwash, Gape Lovers 8, Public Pissing 4, Rocco One On One 5, Sex Crazed Teenage Deviants o Teen Fetish Fantasies.

## Premios y nominaciones
| Año  | Ceremonia   | Resultado | Premio                                        | Trabajo      |
| ---- | ----------- | --------- | --------------------------------------------- | ------------ |
| 2014 | Premios AVN | Nominada  | Artista femenina extranjera del año           | —            |
| 2014 | Premios AVN | Nominada  | Mejor escena de sexo en producción extranjera | XXX Fucktory |